# Nuestra Señora de Valverde
Nuestra Señora de Valverde és un santuari marià al districte de Fuencarral-El Pardo de la vila de Madrid, és al km 12 de la carretera de Colmenar Viejo (M-607) —antiga carretera de França. Aquest conjunt monumental es va bastir entorn de la primitiva ermita sota l'advocació mariana de la verge de Valverde, la imatge de la qual va ser, segons la tradició, miraculosament trobada en 1242, es van construir un convent i una casa-palau. El 1977 es va incoar l'expedient per a la declaració com Bé d'Interès Cultural, encara que la declaració no s'ha portat encara a cap.
Les festes en honor de Nuestra Señora de Valverde se celebren cada 25 d'abril, i duren nou dies. El dia 25, la imatge de la verge de Valverde es porta en processó a l'església parroquial de San Miguel, en Fuencarral. Allí roman la imatge fins a la seva tornada al santuari, el 3 de maig. En el seu honor canten cançons com la següent:
| « | Despiértate Fuencarral que toca a diana el gaitero y las campanas ya lanzan el primer repiqueteo Y a Valverde, que es san Marcos; las campanas van al vuelo y la música viene tocando por todo el pueblo. | » |

Coincidint amb les festes, el 2013, l'ermita va ser declarada «santuari marià diocesà», pas previ per convertir-se en basílica.

## Arquitectura

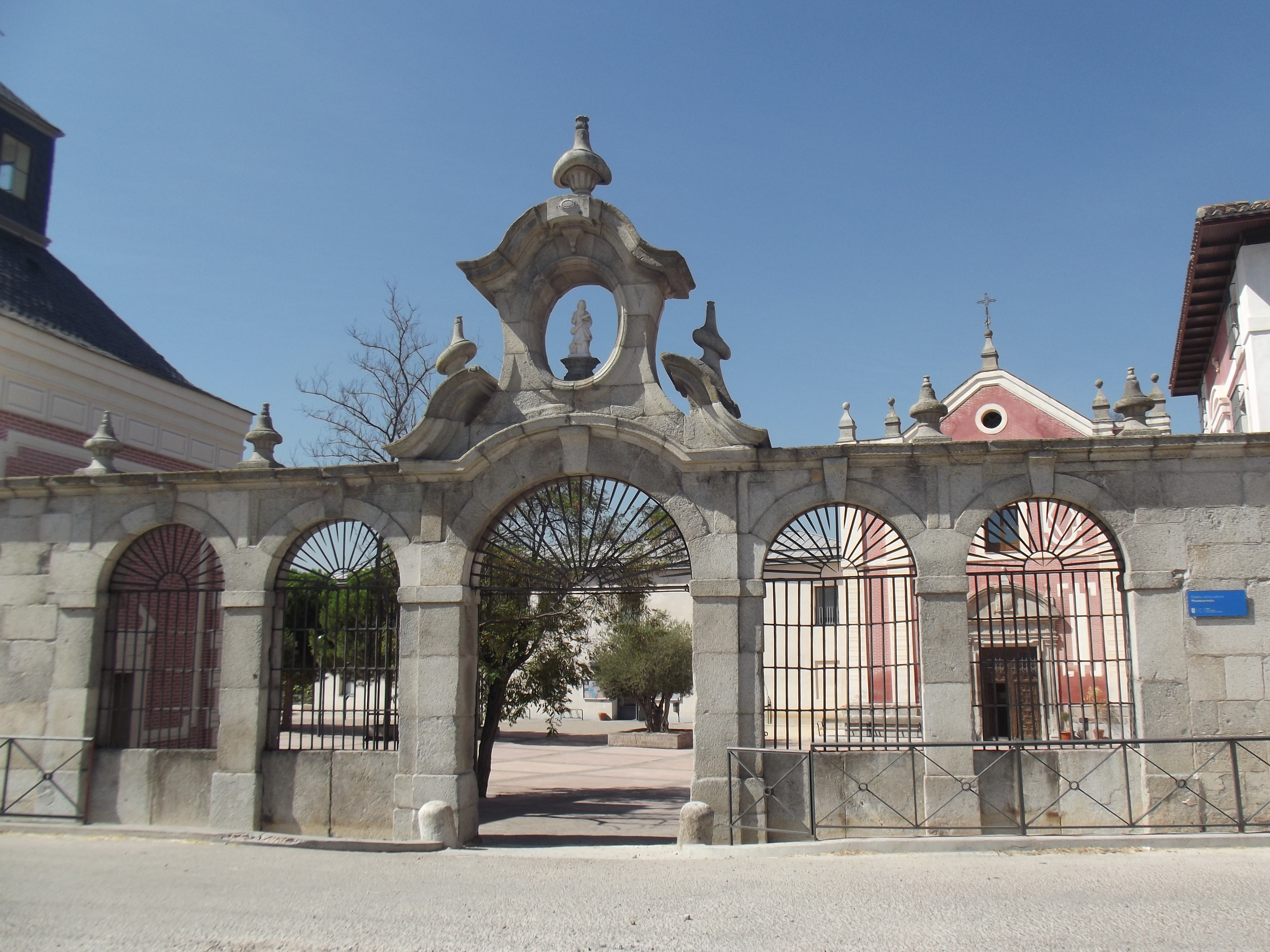
Vista de la portada de cinc arcs

El conjunt ocupa una superfície entorn dels 30.000 metres quadrats. Comprèn l'ermita de Valverde pròpiament dita, la capella de Nuestra Señora de la Guía, l'antic convent dels dominics i l'antiga casa-palau dels marquesos de Murillo. L'accés al recinte es fa a través d'una portada monumental de cinc arcs realitzada en granit. Es tracta d'arcs de mig punt, tancats amb reixes de ferro forjat. L'arc central és l'únic que funciona com a entrada, quedant la resta a manera de finestres. Està coronat amb un frontó, en el qual hi ha una cavitat amb funció de fornícula, on es troba una escultura religiosa. Rematen la porta set pinacles de pedra.
L'ermita té una sola nau i té un creuer i diverses capelles laterals, entre les quals destaca la de la Verge del Roser, del segle xviii, en la qual es troben sengles altars dedicats a la Verge i al Crist de la Bona Mort. El convent està destinat a equipament públic: la planta primera l'ocupa un centre municipal per a joves; la planta baixa i claustre estan ocupats per una aula d'interpretació de la naturalesa dedicada a la Conca Alta del Manzanares i al Monte del Pardo, i una cafeteria; en el soterrani s'ha instal·lat un auditori. L'antiga casa-palau dels marquesos de Murillo alberga les oficines del centre. L'ermita i la capella conserven el seu ús religiós.

## Història

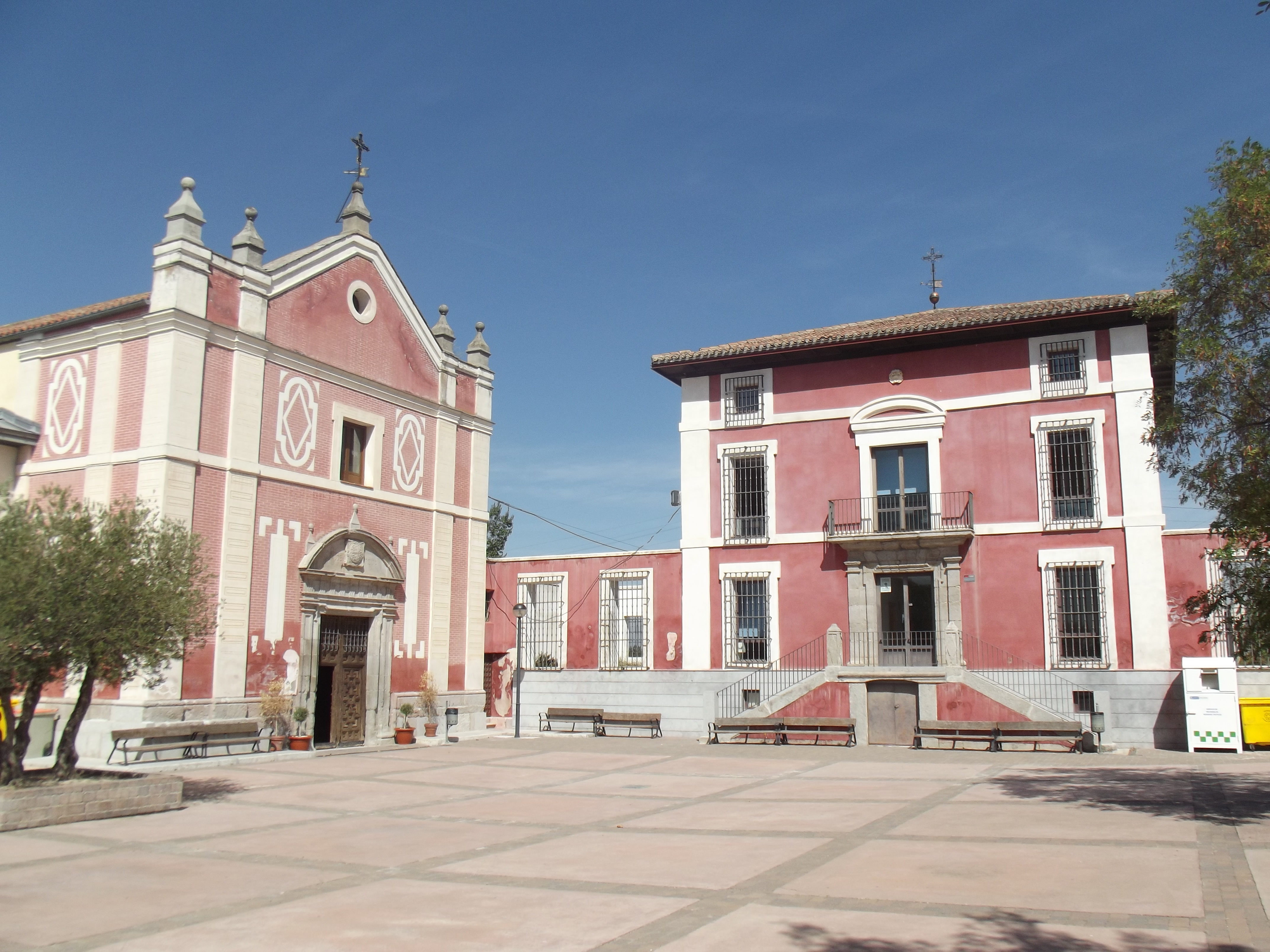
Vista del santuari de Nuestra Señora de Valverde

L'origen de l'ermita de Valverde es troba en la llegenda de la miraculosa troballa, durant l'edat mitjana, d'una imatge de la Mare de Déu que havia romàs oculta durant la dominació musulmana. Segons la llegenda, uns pastors del poble de Fuencarral haurien trobat sobre una ginesta, en 1242, la imatge de la Verge de Valverde. Traslladada la imatge a una església del poble, havia desaparegut l'endemà al matí, sent trobada en el lloc en el qual havia estat trobada el dia anterior. Traslladada de nou al poble, l'endemà va tornar a no estar en el lloc en el qual havia estat dipositada, per ser localitzada de nou en el lloc on havia aparegut, un paratge conegut com a cuesta del Cuervo, mostrant així el seu desig de ser venerada en aquest lloc.
Els veïns de Fuencarral van començar a construir en 1429 una ermita en el lloc on havia aparegut la imatge, Segons la llegenda, durant la construcció del temple, va brollar del lloc on s'havia realitzat la troballa una font que sanava a qui bevia de les seves aigües. No obstant això, després de la fi de la construcció, les aigües van deixar de rajar. Aquesta és la raó per la qual a l'interior de l'ermita, en el passadís central, existeix un pou octogonal, recobert de marbre en la seva part exterior i de maó en el seu interior. Sobre ell, una inscripció amb la llegenda «Sitio y lugar donde se apareció la Santísima y Milagrosa Ymagen de Nuestra Señora de Balverde sobre una retama el 25 de abril de 1242». El relat de com s'apareix la imatge de la verge de Valverde, les seves desaparicions nocturnes, la decisió de construir l'ermita, la falta d'aigua i el miracle del pou apareixen relatats en un «còdex» imprès en 1798, còpia d'un anterior.
En 1588, el rei Felip II, que es trobava preparant l'expedició contra Anglaterra, va fer que la imatge de la Verge de Valverde fos portada en processó a Madrid per pregar per l'èxit de l'Armada Invencible. El mateix rei va acompanyar de tornada a la imatge de la verge a l'ermita. Era l'inici de la relació entre la corona i els veïns de Fuencarral, que el seu concejo va sol·licitar al rei, en 1595, que acceptés el patronat de l'ermita, així diversos donatius, tant en terres —cinquanta faneques— com en metàl·lic, amb la condició que erigís un convent al costat de l'ermita. El rei Felip II va acceptar les condicions i va esdevenir patró de l'ermita.
No obstant això, amb prou feines un any després, la corona va cedir el patronat de l'ermita de Valverde a Juan Ruiz de Velasco, secretari del rei, i a la seva esposa, Isabel Nevares de Santoyo, no solament de l'ermita i la seva finca, sinó també del «monasterio que allí han de hacer fundar y edificar». El més probable és que la cessió del patronar als Velasco estigués ja prevista quan els veïns de Fuencarral van fer lliurament del patronat de l'ermita al rei. Els nous patrons tindrien la gestió de l'ermita i la finca, però no serien els seus propietaris, amb la qual cosa no podria alienar-los i es comprometien al manteniment de l'ermita i el convent, que va ser lliurat als frares Recol·lectes de l'orde de Sant Domènec, amb relació a l'estricta observança dels monjos que van habitar el convent de Valverde. En 1597, l'arxiduc Albert d'Àustria, arquebisbe de Toledo, va atorgar la llicència per a la fundació del nou convent. El responsable de l'edificació va ser Francisco de Mora, deixeble de Juan de Herrera. En 1641, en morir sense descendència un fill natural de Juan Ruiz de Velasco, els dominics es van convertir en patrons de fet de l'ermita i el seu extens predi, el qual, gràcies a les donacions dels devots de la verge de Valverde va arribar a aconseguir 200 hectàrees, no solament en els voltants de l'ermita sinó en llocs tan distants com Guadalajara o La Granja. El convent va adoptar el nom de Jesús María de Valverde.

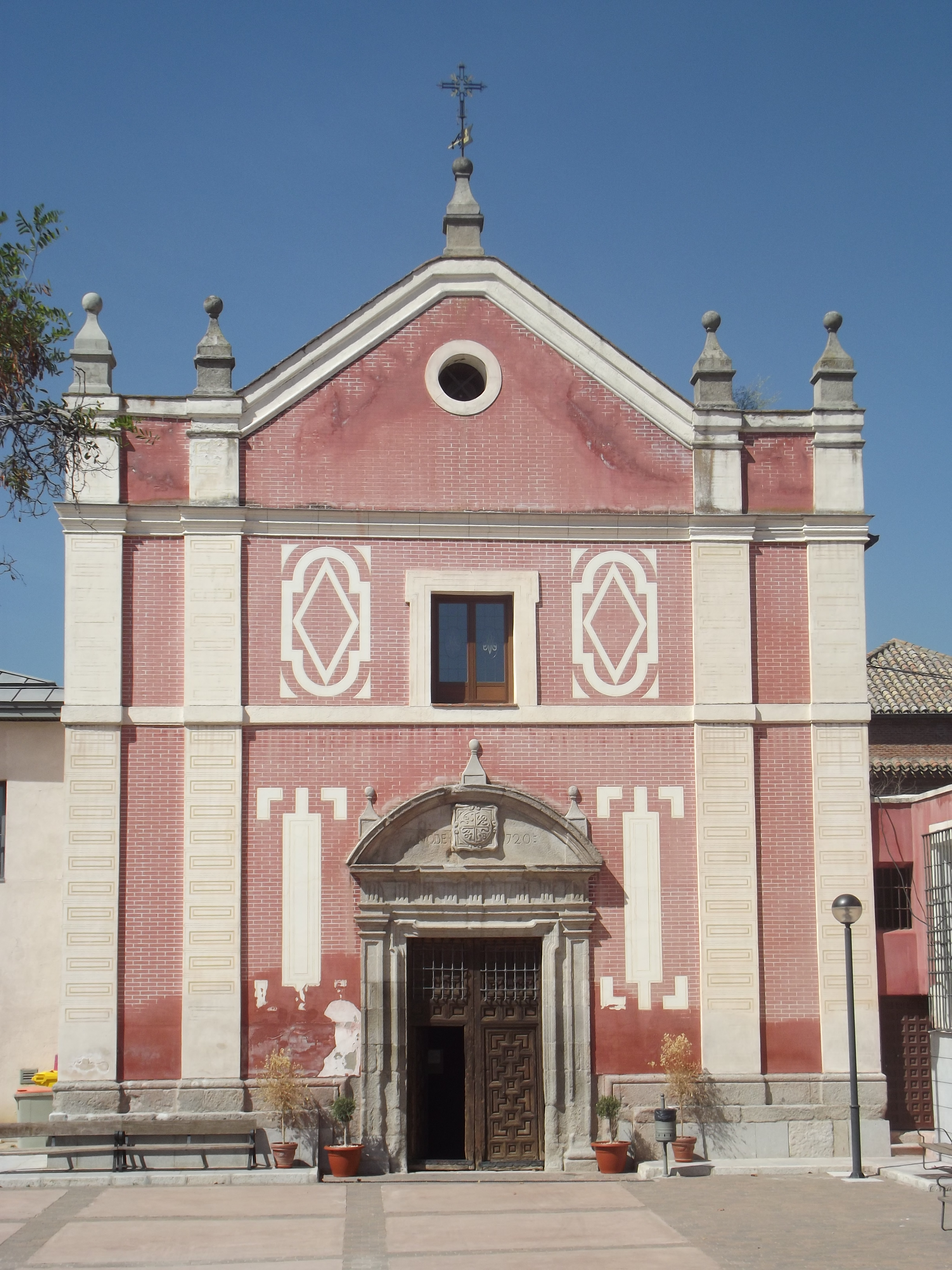
Façana de l'església de Nuestra Señora de Valverde

En 1723, l'asentista navarrès Juan Bautista de Iturralde y Gamio —el confessor del qual, el pare Pedro de Ayala, era un religiós dominic — va sol·licitar la cessió de terreny per edificar una residència en la qual allotjar-se durant curts espais de temps. Concedit el permís, els Iturralde van procedir a construir un petit palau. Es tractava d'una casa d'aire bastanès —d'on procedia Iturralde— de quatre alçades: un semisoterrani, dues plantes i sota coberta. L'edifici tenia un jardí i un passadís que donava accés directe a l'església, en la qual els Iturralde posseïen una tribuna des d'on seguir els oficis —Iturralde va obtenir, en 1739, el títol de marquès de Murillo, raó per la qual la casa-palau és com a palau dels marquesos de Murillo. Durant tota la primera meitat del segle xviii, la comunitat dominica va escometre, amb el finançament dels Iturralde, una completa transformació del recinte: entre 1716 i 1720, es va reconstruir l'ermita —que en el llindar de la seva porta principal mostra la data 1720—, es va obrir una capella octogonal per la Verge del Roser en el convent, es va construir una capella sota l'advocació de la Verge de la Guia, es va escometre el tancament del perímetre amb l'erecció d'una portada monumental de granit, es va construir una sala capitular i una sagristia, on van ser enterrats els Iturralde, un campanar, capelles noves, un retaule xorigueresc, així com ornaments, vestidures litúrgiques, talles...

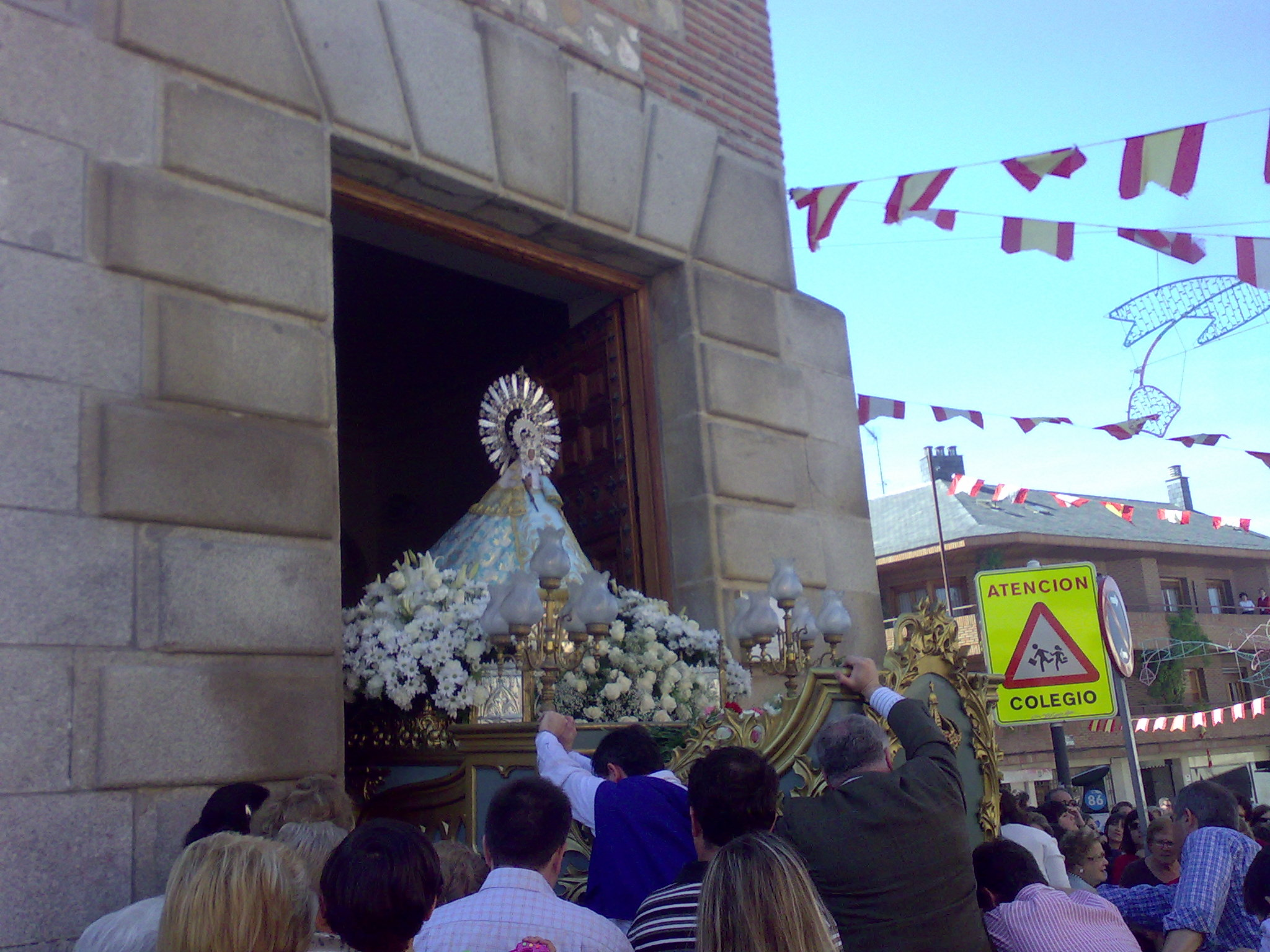
Sortida de la Verge de Valverde de l'església de San Miguel el 3 de maig per al seu retorn a l'ermita de Valverde

El santuari va sofrir danys durant la Guerra de la Independència Espanyola. Tropes franceses es van allotjar en el convent en 1808 i es van portar amb ells vestidures i mobiliari quan van haver de concentrar-se a Madrid després de la derrota de Bailén. En 1809 van ser suprimits els convents, i els monjos van abandonar Valverde. El convent va passar a les mans de l'Estat, i va ser venut a Federico Crossat, un «pagador dels exèrcits francesos». Crossat va mantenir l'església, en la qual es seguia celebrant el culte, i va planejar convertir el santuari en una mansió, mantenint les edificacions. No obstant això, partides de guerrillers van atacar i van saquejar el santuari, propietat d'un francès. La tornada de Ferran VII va fer que la propietat del santuari tornés als dominics. Amb la desamortització es va completar la decadència del conjunt. En produir-se, en 1836, l'exclaustració dels dominics que ocupaven el convent, es va iniciar un plet que va enfrontar als veïns de Fuencarral amb els descendents dels Velasco, i que duraria fins a finals del segle xx. En ser expulsats els frares, el poble de Fuencarral va sol·licitar fer-se càrrec del santuari. En 1863 el poble va ser reconegut com a propietari. No obstant això, en 1867, Rafael Reinoso, espòs de Dolores Muñoz, marquesa de Pico de Velasco, que descendia dels antics patrons, els Velasco, va sol·licitar a la reina Isabel II la reversió del santuari i les seves terres, la qual cosa li va ser concedida en 1873. En 1885, el marquès va tractar de derrocar l'ermita, però l'oposició de l'ajuntament de Fuencarral l'hi va impedir. Els plets entre l'ajuntament i els Reinoso van continuar, i el 1918 l'Audiència Territorial de Madrid va confirmar la reversió del patronat en benefici de la família Reinoso. Durant la Guerra Civil, una unitat de les Brigades Internacionals va canonejar la torre del santuari, derrocant-la. El 1950, el municipi de Fuencarral desapareixia, sent annexionat pel de Madrid. A la fi dels cinquanta, el santuari va esdevenir caserna de Sanitat, la qual cosa va accelerar la seva degradació. El 1977 es va incoar un expedient de declaració de monument historicoartístic —en l'actualitat bé d'interès cultural. Malgrat això, els propietaris van tractar diverses vegades de derrocar les edificacions del conjunt, la qual cosa va ser impedit per la pressió veïnal.
El 4 d'abril de 1990 l'arquebisbe de Madrid, Ángel Suquía, atorgava decret d'erecció canònica a la iniciativa d'un grup de fidels de Fuencarral: la Germanor de Nuestra Señora de Valverde. A més de les finalitats purament religioses, tenien l'objectiu que la propietat del santuari passés al poble, sense aconseguir que la família Reinoso i resta de propietaris accedissin a això. En 2000, es va aconseguir finalment que els terrenys del santuari passessin a propietat municipal. A aquest efecte, dites terrenes van ser integrats en l'operació urbanística del Pla d'Actuació Urgent (PAU) de Monte Carmelo. Els propietaris van permutar els terrenys per uns altres en els PAU de Monte Carmelo i Las Tablas. El santuari i el terreny circumdant van passar a ser sòl dotacional, propietat de l'ajuntament de Madrid. En 2004, l'ajuntament va abordar la restauració del conjunt monumental, que es trobava en un estat gairebé ruïnós. L'antic convent va ser destinat a equipament públic.